# 上田銃造
上田 銃造（うえだ じゅうぞう）は、日本の実業家。四国運輸社長のほか、土佐肥料販売代表取締役や高知県交通安全協会会長、高知県海事振興会長などを歴任した。

## 経歴
高千穂高等商業学校（現高千穂大学）第9回卒業。
日本紙業に入社し、1944年（昭和19年）7月退職。1948年（昭和23年）高知県地労委員、1951年（昭和26年）より1957年（昭和32年）まで高知県交通専務、1953年（昭和28年）より1959年（昭和34年）まで高知県貨物自動車協会会長高松陸運局自動車運送協会委員、1957年（昭和32年）より1962年（昭和37年）まで高知県公安委員、1962年（昭和37年）より1969年（昭和44年）まで高知県海事振興会長を歴任した。その間、1963年（昭和38年）より1966年（昭和41年）まで四国運輸社長、1967年（昭和42年）より1969年（昭和44年）まで高知県総合開発審議委員を歴任した。
その他、高知県最低賃金審議会、高知県労働問題懇話会各委員を歴任した。

## 栄典
- 1970年（昭和45年）11月 - 藍綬褒章
- 1975年（昭和50年）4月 - 勲四等瑞宝章